# Liste des œuvres d'art de la Dordogne
 (janvier 2021).
Cet article vise à recenser les œuvres d'art dans l'espace public de la Dordogne, en France.

## Liste
Les œuvres sont classées par ordre alphabétique de communes et, au sein de celles-ci, par ordre chronologique d'installation, dans la mesure des informations disponibles.

### Sculptures
| Œuvre                                   | Auteur                                          | Commune                   | Localisation                                                                  | Notes | Installation      | Coordonnées                      | Illustration |
| --------------------------------------- | ----------------------------------------------- | ------------------------- | ----------------------------------------------------------------------------- | --- | ----------------- | -------------------------------- | --- |
| Vierge de Lourdes                       | À déterminer                                    | Bergerac                  | Rond-point de l'avenue Paul-Doumer (RD 933) et du boulevard Voltaire (RD 936) | | 1893              | 44° 50′ 41″ nord, 0° 28′ 52″ est | Image manquante |
| Monument à Albert-André Claveille,      | Jean Varoqueaux                                 | Bergerac                  | Sur la place de la République                                                 | Représente Albert-André Claveille. L'original réalisé par Alphonse Camille Terroir est érigé en 1925 boulevard du 8 mai 1945, à l'extrémité du jardin public. Déplacé[Quand ?] sur la place de la République. Fondu sous le régime de Vichy, dans le cadre de la mobilisation des métaux non ferreux. | 1952              | 44° 51′ 14″ nord, 0° 29′ 16″ est | Monument à Albert Claveille |
| Monument à Jacques Le Lorrain           | À déterminer                                    | Bergerac                  | Dans le parc Jean-Jaurès, rue du Docteur-Gaston-Simounet                      | Représente Jacques Le Lorrain. Le buste en bronze est fondu sous le régime de Vichy, dans le cadre de la mobilisation des métaux non ferreux. | À déterminer      | à géolocaliser                   | Image manquante |
| Statue de Cyrano de Bergerac            | Dorillac sur les indications de Jean Varoqueaux | Bergerac                  | Sur la place de la Myrpe                                                      | | 1977              | 44° 51′ 02″ nord, 0° 28′ 59″ est | Statue de Cyrano de Bergerac |
| Statue de Cyrano de Bergerac            | À déterminer                                    | Bergerac                  | Sur la place Pélissière                                                       | | À déterminer      | 44° 51′ 05″ nord, 0° 29′ 00″ est | Statue de Cyrano de Bergerac |
| Buste de Pierre de Bourdeille,          | Auguste Maillard                                | Brantôme                  | Au dessus de la fontaine Médicis, 20 boulevard Charlemagne                    | Représente Brantôme. | 1895              | 45° 21′ 49″ nord, 0° 38′ 47″ est | Buste de Pierre de Bourdeille |
| Statue de Joséphine Baker               | À déterminer                                    | Castelnaud-la-Chapelle    | Hameau des Milandes                                                           | Représente Joséphine Baker. Également appelée La vénus d'ébène. | À déterminer      | à géolocaliser                   | Image manquante |
| Buste de Jacques de Maleville,          | Merzeau                                         | Domme                     | Sur l'esplanade de la Barre                                                   | Représente Jacques de Maleville. | À déterminer      | à géolocaliser                   | Buste de Jacques de Maleville« Buste de Jacques de Maleville à Domme », sur À nos grands hommes,« Buste de Jacques de Maleville à Domme », sur e-monumen              |
| Statue de Thomas Robert Bugeaud,        | Auguste Dumont                                  | Excideuil                 | Sur la place des Promenades                                                   | Représente Thomas Robert Bugeaud. Érigée en 1852 place d'Isly à Alger. En 1927 elle est déplacée sur un côté de la place. | 1967              | à géolocaliser                   | Statue de Thomas Robert Bugeaud« Monument au maréchal Bugeaud à Excideuil », sur À nos grands hommes,« Statue du Maréchal Bugeaud à Excideuil », sur e-monumen        |
| Offrande                                | Gabriel Forestier                               | Eymet                     | Parc Gabriel Forestier                                                        | | 1913              | à géolocaliser                   | Offrande« Salon des Artistes Français » |
| Homme préhistorique                     | Paul Dardé                                      | Les Eyzies                | Sous le promontoire rocheux dominant le musée national de Préhistoire         | | 1931              | à géolocaliser                   | Homme préhistorique« Homme préhistorique aux Eyzies », sur À nos grands hommes                                                                                        |
| Buste de Pierre Lachambeaudie           | Ferdinand Taluet                                | Montignac-Lascaux         | Square Pautauberge, rue du Docteur-Mazel                                      | Représente Pierre Lachambeaudie. | À déterminer      | à géolocaliser                   | Buste de Pierre Lachambeaudie« Buste de Pierre Lachambeaudie à Montignac », sur e-monumen                                                                             |
| Buste d'Eugène Le Roy,                  | Gabriel Forestier                               | Montignac-Lascaux         | Sur la place Léo-Magne, près de l'église                                      | Représente Eugène Le Roy. | 25 septembre 1927 | à géolocaliser                   | Buste d'Eugène Le Roy« Monument à Eugène Le Roy à Montignac-Lascaux », sur À nos grands hommes,« Monument à Eugène Le Roy à Montignac », sur e-monumen                |
| Monument à Joseph Joubert               | À déterminer                                    | Montignac-Lascaux         | À déterminer                                                                  | Représente Joseph Joubert. | À déterminer      | à géolocaliser                   | Image manquante |
| Médaillon du général Michel de Beaupuy, | Georges Halbout du Tanney                       | Mussidan                  | Sur la place du Général-Beaupuy                                               | Représente Michel de Beaupuy. La statue érigée en 1897 réalisée par Adolphe Rivet est fondue sous le régime de Vichy, dans le cadre de la mobilisation des métaux non ferreux. | 1980              | à géolocaliser                   | Médaillon du général Michel de Beaupuy« Monument au général Beaupuy à Mussidan », sur À nos grands hommes.,« Monument au général Beaupuy à Mussidan », sur e-monumen. |
| Buste d'Auguste Chastanet,              | À déterminer                                    | Mussidan                  | À l'entrée du parc Voulgre                                                    | Représente Auguste Chastanet. L'original en bronze réalisé par Adolphe Rivet érigé sur l'allée des Tilleuls en 1905, est fondu sous le régime de Vichy, dans le cadre de la mobilisation des métaux non ferreux.                                                                                      | À déterminer      | à géolocaliser                   | Buste d'Auguste Chastanet« Monument au Félibre Chastanet », sur À nos grands hommes.,« Monument au Félibre Chastanet à Mussidan », sur e-monumen.                     |
| Monument à Camille Chabaneau            | Henri Gauquié                                   | Nontron                   | À déterminer                                                                  | Représente Camille Chabaneau. Érigé en 1911 à quelques mètres de l'emplacement actuel. Déplacé pour permettre l'érection du monument aux morts. | 1925              | 45° 31′ 32″ nord, 0° 39′ 37″ est | Monument à Camille Chabaneau |
| Statues des Soufflaculs                 | À déterminer                                    | Nontron                   | Parking Saint-Sauveur                                                         | | À déterminer      | 45° 31′ 45″ nord, 0° 39′ 51″ est | Statues des Soufflaculs |
| Statue de Thomas Robert Bugeaud,        | Auguste Dumont                                  | Périgueux                 | Sur la place Bugeaud                                                          | Représente Thomas Robert Bugeaud. | 1853              | 45° 11′ 02″ nord, 0° 43′ 07″ est | Statue de Thomas Robert Bugeaud |
| Statue du général Pierre Daumesnil,     | Louis Rochet                                    | Périgueux                 | Square Daumesnil                                                              | Représente Pierre Daumesnil. | 1873              | 45° 11′ 06″ nord, 0° 43′ 10″ est | Statue du général Pierre Daumesnil |
| Monument au docteur Camille Chabaneau   | Henri Gauquié                                   | Périgueux                 | Dans le parc Gamenson, jardin du château Barrière                             | Représente Camille Chabaneau. | 1909              | à géolocaliser                   | Image manquante |
| Statue de Fénelon,                      | Gilbert Privat                                  | Périgueux                 | allées de Tourny                                                              | Représente François de Salignac de La Mothe-Fénelon. L'originale en bronze de 1840 réalisée par François Lanno est fondue en 1942, dans le cadre de la mobilisation des métaux non ferreux. | 1962              | à géolocaliser                   | Statue de Fénelon« Monument à Fénelon à Périgueux », sur À nos grands hommes,« Monument à Fénelon à Périgueux », sur e-monumen                                        |
| Statue de Michel de Montaigne           | Gilbert Privat                                  | Périgueux                 | allées de Tourny                                                              | Représente Michel de Montaigne. L'originale en bronze de 1840 réalisée par François Lanno est érigée sur la place Michel-de-Montaigne. Elle est fondue sous le régime de Vichy, dans le cadre de la mobilisation des métaux non ferreux.                                                              | À déterminer      | à géolocaliser                   | Statue de Michel de Montaigne« Monument à Montaigne à Périgueux », sur e-monumen                                                                                      |
| Les messagers                           | Gérard Ramon                                    | Périgueux                 | Sur la place Yves-Guéna                                                       | | 1988              | à géolocaliser                   | Les messagers |
| L'Avenir                                | Yvonne Clergerie                                | Périgueux                 | Sur la place Francheville                                                     | | 2006              | à géolocaliser                   | L'Avenir |
| Rêverie pour un monde meilleur          | Yvonne Clergerie                                | Périgueux                 | Hôtel de ville                                                                | | À déterminer      | à géolocaliser                   | Rêverie pour un monde meilleur |
| Buste d'Élie Faure                      | À déterminer                                    | Périgueux                 | Dans le jardin des Arènes                                                     | Représente Élie Faure. | À déterminer      | à géolocaliser                   | Buste d'Élie Faure |
| Le Rêve de la paix                      | Yvonne Clergerie                                | Saint-Astier              | Collège Arthur-Rimbaud                                                        | | À déterminer      | 45° 08′ 29″ nord, 0° 31′ 10″ est | Le Rêve de la paix |
| Buste de Léo Testut                     | À déterminer                                    | Saint-Avit-Sénieur        | À déterminer                                                                  | Représente Léo Testut. | À déterminer      | à géolocaliser                   | Buste de Léo Testut |
| Vierge                                  | À déterminer                                    | Saint-Sulpice-d'Excideuil | Pont de la Vierge                                                             | | 1885              | à géolocaliser                   | Image manquante |
| Statue d'Étienne de La Boétie           | Tony Noël                                       | Sarlat-la-Canéda          | Sur la place de la Grande-Rigaudie                                            | Représente Étienne de La Boétie. | 1892              | 44° 53′ 16″ nord, 1° 13′ 03″ est | Statue d'Étienne de La Boétie |
| Monument à Gabriel Tarde                | Jean-Antoine Injalbert                          | Sarlat-la-Canéda          | Sur la place de la Grande-Rigaudie, près du palais de justice                 | Représente Gabriel Tarde. | 1909              | 44° 53′ 17″ nord, 1° 13′ 05″ est | Image manquante |
| Le Badaud                               | Gérard Auliac                                   | Sarlat-la-Canéda          | Sur la place Jacques-Boissarie                                                | | 2002              | 44° 53′ 25″ nord, 1° 13′ 00″ est | Le Badaud |
| Les Oies                                | François-Xavier Lalanne et Claude Lalanne       | Sarlat-la-Canéda          | Sur la place du Marché-aux-Oies                                               | | À déterminer      | à géolocaliser                   | Les Oies |
| Vénus de Sireuil                        | Philippe Marpillat                              | Sireuil                   | À déterminer                                                                  | L'originale découverte en 1900 et mesurant 9,1 centimètres est conservée au musée d'Archéologie nationale à Saint-Germain-en-Laye. | 2000              | à géolocaliser                   | Vénus de Sireuil |
| Buste du capitaine Firmin Malafaye,     | J. Besqueu                                      | Vergt                     | Sur la place Saint-Jean                                                       | L'original de 1903 est fondu sous le régime de Vichy, dans le cadre de la mobilisation des métaux non ferreux. | 1998              | 45° 01′ 32″ nord, 0° 42′ 55″ est | Image manquante |

### Monuments aux morts
| Œuvre                                                        | Auteur                                                                                            | Commune                     | Localisation                                                                   | Notes                                                  | Installation      | Coordonnées                      | Illustration                                                                                                   |
| ------------------------------------------------------------ | ------------------------------------------------------------------------------------------------- | --------------------------- | ------------------------------------------------------------------------------ | ------------------------------------------------------ | ----------------- | -------------------------------- | --- |
| Poilu baïonnette au canon (d) (monument aux morts)           | Copie d'après Étienne Camus                                                                       | Annesse-et-Beaulieu         | Intersection de la rue du Général-de-Gaulle et de la RD 3 (lieu-dit Gravelle)  |                                                        | À déterminer      | 45° 10′ 21″ nord, 0° 35′ 28″ est | Monument aux morts d'Annesse-et-Beaulieu                                                                       |
| Monument aux fusillés du 12 juin 1944                        | À déterminer                                                                                      | Antonne-et-Trigonant        | les Piles                                                                      |                                                        | À déterminer      | 45° 15′ 08″ nord, 0° 48′ 41″ est | Monument aux fusillés du 12 juin 1944                                                                          |
| Monument aux morts                                           | Robert Delandre                                                                                   | Belvès                      | Sur la place de la Croix des frères                                            |                                                        | À déterminer      | 44° 46′ 36″ nord, 1° 00′ 20″ est | Monument aux morts de Belvès                                                                                   |
| Le Mobilisé blessé (monument aux morts de 1870-1871),        | Louis Auguste Roubaud                                                                             | Bergerac                    | Sur la place de la République                                                  |                                                        | 1890              | 44° 51′ 10″ nord, 0° 29′ 12″ est | Le Mobilisé blessé (monument aux morts de 1870-1871)                                                           |
| Monument aux morts de 1914-1918,                             | Gabriel Forestier                                                                                 | Bergerac                    | Sur la place du Maréchal-de-Lattre-de-Tassigny                                 | Érigé en 1927 rue de la Résistance.                    | 12 juin 1927      | 44° 51′ 12″ nord, 0° 28′ 59″ est | Monument aux morts de 1914-1918 de Bergerac                                                                    |
| Le Monument vivant de Biron                                  | Jochen Gerz                                                                                       | Biron                       | Sur la place Jean-Poussou, près de la halle en bois                            |                                                        | 1996              | 44° 36′ 01″ nord, 0° 53′ 43″ est | Le monument vivant de Biron                                                                                    |
| Monument aux fusillés du 26 mars 1944                        | À déterminer                                                                                      | Brantôme                    | Champ des Martyrs, rue de la Résistance                                        |                                                        | À déterminer      | 45° 22′ 22″ nord, 0° 38′ 39″ est | Monument aux fusillés du 26 mars 1944                                                                          |
| Monument aux morts                                           | Georges Halbout du Tanney                                                                         | Brantôme                    | Dans le jardin des Moines                                                      |                                                        | À déterminer      | 45° 21′ 44″ nord, 0° 38′ 52″ est | Monument aux morts de Brantôme                                                                                 |
| Poilu au repos (monument aux morts)                          | Copie d'après Étienne Camus                                                                       | Bussac                      | À déterminer                                                                   |                                                        | À déterminer      | 45° 16′ 20″ nord, 0° 36′ 23″ est | Monument aux morts de Bussac                                                                                   |
| Poilu au repos (monument aux morts),                         | Copie d'après Étienne Camus                                                                       | Bussière-Badil              | À déterminer                                                                   |                                                        | À déterminer      | 45° 39′ 06″ nord, 0° 36′ 15″ est | Monument aux morts de Bussière-Badil                                                                           |
| Monument aux morts dans les combats du 27 mars 1944          | À déterminer                                                                                      | Cantillac                   | À déterminer                                                                   |                                                        | À déterminer      | à géolocaliser                   | Monument aux morts dans les combats du 27 mars 1944                                                            |
| Monument aux morts                                           | À déterminer                                                                                      | Champniers-et-Reilhac       | À déterminer                                                                   |                                                        | À déterminer      | 45° 40′ 21″ nord, 0° 43′ 51″ est | Monument aux morts de Champniers-et-Reilhac                                                                    |
| Poilu au repos (monument aux morts)                          | Copie d'après Étienne Camus                                                                       | Corgnac-sur-l'Isle          | À déterminer                                                                   |                                                        | À déterminer      | 45° 22′ 35″ nord, 0° 56′ 55″ est | Monument aux morts de Corgnac-sur-l'Isle                                                                       |
| Poilu au repos (monument aux morts)                          | Copie d'après Étienne Camus                                                                       | Couze-et-Saint-Front        | À côté de l'église                                                             |                                                        | À déterminer      | à géolocaliser                   | Image manquante                                                                                                |
| Monument aux morts                                           | À déterminer                                                                                      | Cubjac                      | À déterminer                                                                   |                                                        | À déterminer      | 45° 13′ 18″ nord, 0° 56′ 16″ est | Monument aux morts de Cubjac                                                                                   |
| Poilu au repos (monument aux morts)                          | Copie d'après Étienne Camus                                                                       | Échourgnac                  | Au bord de la RD 708                                                           |                                                        | À déterminer      | à géolocaliser                   | Image manquante                                                                                                |
| Monument aux morts                                           | Gabriel Forestier                                                                                 | Eymet                       | Intersection du boulevard National et de la rue du Loup                        |                                                        | 17 septembre 1922 | à géolocaliser                   | Monument aux morts« Monument aux Morts d'Eymet », sur À nos grands hommes                                      |
| Monument aux morts de 1914-1918                              | Julien Vessat                                                                                     | Fleurac                     | À déterminer                                                                   |                                                        | À déterminer      | 45° 00′ 28″ nord, 1° 00′ 05″ est | Monument aux morts de Fleurac                                                                                  |
| Monument aux morts                                           | Daniel Dorillac                                                                                   | Issac                       | À déterminer                                                                   |                                                        | À déterminer      | 45° 00′ 55″ nord, 0° 26′ 57″ est | Monument aux morts d'Issac                                                                                     |
| Monument aux morts                                           | Gabriel Forestier                                                                                 | La Force                    | 1 avenue des Ducs de la Force                                                  |                                                        | 1926              | à géolocaliser                   | Monument aux morts« Monument aux Morts de la Force », sur À nos grands hommes                                  |
| Debout les Morts ! (monument aux morts)                      | Copie d'après Edmond Chrétien                                                                     | La Roche-Chalais            | À déterminer                                                                   |                                                        | 1923              | à géolocaliser                   | Image manquante                                                                                                |
| Monument aux morts                                           | À déterminer                                                                                      | Lamonzie-Montastruc         | Au sud de l'église                                                             |                                                        | À déterminer      | 44° 53′ 44″ nord, 0° 35′ 36″ est | Monument aux morts de Lamonzie-Montastruc                                                                      |
| Monument aux morts                                           | À déterminer                                                                                      | Le Change                   | Rue de la Faurie                                                               |                                                        | À déterminer      | 45° 11′ 43″ nord, 0° 53′ 35″ est | Monument aux morts du Change                                                                                   |
| Monument aux morts                                           | À déterminer                                                                                      | Le Fleix                    | Rue Henri-de-Navarre                                                           |                                                        | À déterminer      | 44° 52′ 31″ nord, 0° 14′ 38″ est | Monument aux morts du Fleix                                                                                    |
| Monument aux morts                                           | Daniel Dorillac                                                                                   | Lembras                     | Près de l'église                                                               |                                                        | À déterminer      | 44° 53′ 03″ nord, 0° 31′ 39″ est | Monument aux morts de Lembras                                                                                  |
| Monument aux morts                                           | R. Durieux                                                                                        | Mareuil                     | Sur la place des Promenades                                                    |                                                        | À déterminer      | 45° 27′ 04″ nord, 0° 27′ 09″ est | Monument aux morts de Mareuil                                                                                  |
| Monument aux morts                                           | Daniel Dorillac                                                                                   | Mauzac                      | Rue de la Rivière                                                              |                                                        | À déterminer      | 44° 51′ 53″ nord, 0° 47′ 51″ est | Monument aux morts de Mauzac                                                                                   |
| Monument aux morts                                           | Daniel Dorillac                                                                                   | Meyrals                     | À déterminer                                                                   |                                                        | À déterminer      | 44° 53′ 57″ nord, 1° 03′ 50″ est | Monument aux morts de Meyrals                                                                                  |
| Monument aux morts                                           | À déterminer                                                                                      | Mialet                      | À déterminer                                                                   |                                                        | À déterminer      | 45° 32′ 59″ nord, 0° 54′ 16″ est | Monument aux morts de Mialet                                                                                   |
| Monument aux morts                                           | Aristide Croisy                                                                                   | Monpazier                   | À déterminer                                                                   |                                                        | 1900              | 44° 40′ 57″ nord, 0° 53′ 45″ est | Monument aux morts« Monument aux morts à Monpazier », sur e-monumen                                            |
| Monument aux francs-tireurs                                  | À déterminer                                                                                      | Montignac-Lascaux           | Avenue de Lascaux                                                              |                                                        | À déterminer      | à géolocaliser                   | Image manquante                                                                                                |
| Monument aux morts                                           | À déterminer                                                                                      | Mussidan                    | Sur la place de la République                                                  |                                                        | À déterminer      | à géolocaliser                   | Monument aux morts                                                                                             |
| Monument aux fusillés du 11 juin 1944                        | Jean-Louis Cazieux                                                                                | Mussidan                    | Rue des Fusillés-du-11-juin-1944                                               |                                                        | À déterminer      | à géolocaliser                   | Monument aux fusillés du 11 juin 1944                                                                          |
| Monument aux morts                                           | À déterminer                                                                                      | Neuvic                      | Sur la place Eugène-Le Roy                                                     |                                                        | À déterminer      | 45° 06′ 03″ nord, 0° 28′ 07″ est | Monument aux morts de Neuvic                                                                                   |
| Le Mobile (d) (monument aux morts de 1870-1871)              | Copie d'après Aristide Croisy                                                                     | Nontron                     | Sur la place des Mobiles                                                       |                                                        | 1907              | 45° 31′ 40″ nord, 0° 39′ 39″ est | Monument aux morts de 1870-1871 de Nontron                                                                     |
| Armistice (monument aux morts)                               | Copie d'après Jules Déchin                                                                        | Nontron                     | Sur la place Paul-Bert                                                         |                                                        | À déterminer      | 45° 31′ 32″ nord, 0° 39′ 37″ est | Monument aux morts de 1914-1918 de Nontron                                                                     |
| Monument aux morts de la résistance                          | À déterminer                                                                                      | Nontron                     | Square de la Résistance                                                        |                                                        | À déterminer      | 45° 31′ 37″ nord, 0° 39′ 38″ est | Monument aux morts de la résistance                                                                            |
| Monument aux morts                                           | À déterminer                                                                                      | Notre-Dame-de-Sanilhac      | À déterminer                                                                   |                                                        | À déterminer      | à géolocaliser                   | Monument aux morts                                                                                             |
| Poilu au repos (monument aux morts)                          | Copie d'après Étienne Camus                                                                       | Paussac-et-Saint-Vivien     | À déterminer                                                                   |                                                        | À déterminer      | 45° 20′ 50″ nord, 0° 32′ 19″ est | Monument aux morts de Paussac                                                                                  |
| Monument aux enfants de la Dordogne morts pour la Patrie     | Edmond Desca                                                                                      | Périgueux                   | Esplanade du Souvenir, allées de Tourny                                        | Également appelé monument aux mobiles de la Dordogne.  | 1908              | 45° 11′ 10″ nord, 0° 43′ 32″ est | Monument aux morts de 1870-1871 de Périgueux                                                                   |
| Mur des Fusillés                                             | À déterminer                                                                                      | Périgueux                   | Rue du 5e Régiment de chasseurs                                                |                                                        | À déterminer      | 45° 10′ 49″ nord, 0° 44′ 15″ est | Mur des Fusillés                                                                                               |
| Pierre éducative                                             | À déterminer                                                                                      | Périgueux                   | Sur la place du Général-Leclerc                                                |                                                        | 1968              | 45° 11′ 13″ nord, 0° 43′ 11″ est | Image manquante                                                                                                |
| Monument aux morts                                           | À déterminer                                                                                      | Pressignac-Vicq             | Au bord de la RD 36                                                            |                                                        | À déterminer      | 44° 53′ 40″ nord, 0° 43′ 17″ est | Monument aux morts de Pressignac                                                                               |
| Monument aux morts                                           | À déterminer                                                                                      | Prigonrieux                 | Sur la place du Groupe-Loiseau                                                 |                                                        | À déterminer      | 44° 51′ 18″ nord, 0° 24′ 07″ est | Monument aux morts de Prigonrieux                                                                              |
| La Défense du drapeau (d) (monument aux morts de 1870-1871), | Copie d'après Aristide Croisy et Édouard Drouot (médaillon du colonel de Nattes sur le piédestal) | Ribérac                     | Sur la place du Général-de-Gaulle (anciennement place de la Gendarmerie)       | Également appelé Monument des mobiles de Coulmiers.    | 1910              | 45° 14′ 53″ nord, 0° 20′ 19″ est | Monument aux morts de 1870-1871 de Ribérac                                                                     |
| Monument aux morts                                           | À déterminer                                                                                      | Ribérac                     | Rue Nationale (RD 709), rue Michel-Montaigne                                   |                                                        | À déterminer      | 45° 14′ 48″ nord, 0° 20′ 25″ est | Monument aux morts de 1914-1918 de Ribérac                                                                     |
| Monument aux morts de 1914-1918,                             | A. Pugnet                                                                                         | Saint-Astier                | Sur la place de la Victoire                                                    | Inscrit MH (2014)                                      | À déterminer      | 45° 08′ 47″ nord, 0° 31′ 48″ est | Monument aux morts de Saint-Astier                                                                             |
| Monument aux fusillés du 27 mars 1944                        | À déterminer                                                                                      | Saint-Crépin-de-Richemont   | À déterminer                                                                   |                                                        | À déterminer      | à géolocaliser                   | Monument aux fusillés du 27 mars 1944                                                                          |
| Monument aux morts du 13 juin 1944                           | À déterminer                                                                                      | Saint-Crépin-de-Richemont   | Au bord de la RD 939                                                           |                                                        | À déterminer      | à géolocaliser                   | Monument aux morts du 13 juin 1944                                                                             |
| La Résistance (monument aux morts)                           | Copie d'après Charles-Henri Pourquet                                                              | Saint-Cyprien               | Rue Gambetta                                                                   |                                                        | À déterminer      | 44° 52′ 09″ nord, 1° 02′ 48″ est | Monument aux morts de Saint-Cyprien (La Résistance)                                                            |
| Monument aux morts                                           | Louis Froidefond                                                                                  | Saint-Cyr-les-Champagnes    | Près de l'église                                                               |                                                        | 1927              | 45° 22′ 41″ nord, 1° 17′ 21″ est | Monument aux morts de Saint-Cyr-les-Champagnes                                                                 |
| Monument aux morts                                           | À déterminer                                                                                      | Saint-Front-de-Pradoux      | À déterminer                                                                   |                                                        | À déterminer      | à géolocaliser                   | Monument aux morts                                                                                             |
| Monument aux morts de 1870-1871                              | À déterminer                                                                                      | Saint-Geyrac                | À déterminer                                                                   |                                                        | À déterminer      | à géolocaliser                   | Image manquante                                                                                                |
| Poilu mourant (monument aux morts),                          | Jules Déchin                                                                                      | Saint-Just                  | Au bord de la RD 2                                                             |                                                        | 1920              | 45° 20′ 04″ nord, 0° 30′ 26″ est | Monument aux morts de Saint-Just                                                                               |
| Monument aux morts                                           | Daniel Dorillac                                                                                   | Saint-Laurent-des-Hommes    | Au bord de la RD 3                                                             |                                                        | À déterminer      | 45° 00′ 55″ nord, 0° 26′ 57″ est | Monument aux morts de Saint-Laurent-des-Hommes                                                                 |
| Monument aux morts                                           | À déterminer                                                                                      | Saint-Martin-de-Fressengeas | Grand Rue                                                                      |                                                        | À déterminer      | 45° 25′ 20″ nord, 0° 50′ 43″ est | Monument aux morts de Saint-Martin-de-Fressengeas                                                              |
| Poilu au repos (monument aux morts)                          | Copie d'après Étienne Camus                                                                       | Saint-Méard-de-Gurçon       | Intersection de la rue de la Forge (RD 32) et de la rue de Sainte-Foy (RD 708) |                                                        | À déterminer      | 44° 54′ 30″ nord, 0° 11′ 01″ est | Monument aux morts de Saint-Méard-de-Gurçon                                                                    |
| Monument aux morts                                           | À déterminer                                                                                      | Saint-Michel-de-Double      | Dans la cour de la mairie, au bord de la RD 13                                 |                                                        | À déterminer      | 45° 04′ 49″ nord, 0° 17′ 22″ est | Monument aux morts de Saint-Michel-de-Double                                                                   |
| Monument aux fusillés du 27 mars 1944                        | À déterminer                                                                                      | Saint-Pancrace              | Au bord de la RD 98                                                            |                                                        | À déterminer      | à géolocaliser                   | Monument aux fusillés du 27 mars 1944                                                                          |
| On ne passe pas (d) (monument aux morts)                     | Copie d'après Eugène Piron                                                                        | Saint-Pardoux-la-Rivière    | Sur la place du Général-de-Gaulle                                              | Inscrit MH (2015)                                      | 1925              | 45° 29′ 42″ nord, 0° 44′ 44″ est | Monument aux morts de Saint-Pardoux-la-Rivière (On ne passe pas)                                               |
| Monument aux morts                                           | À déterminer                                                                                      | Saint-Pierre-d'Eyraud       | Angle chemin des Bateliers et rue de la Résistance                             |                                                        | À déterminer      | 44° 50′ 51″ nord, 0° 19′ 05″ est | Monument aux morts de Saint-Pierre-d'Eyraud                                                                    |
| Monument aux morts                                           | À déterminer                                                                                      | Saint-Pierre-de-Côle        | Sur la place de la Mairie, devant la mairie                                    |                                                        | À déterminer      | 45° 22′ 13″ nord, 0° 47′ 32″ est | Monument aux morts de Saint-Pierre-de-Côle                                                                     |
| Monument aux morts                                           | À déterminer                                                                                      | Saint-Rabier                | Au sud-est du chevet de l'église.                                              |                                                        | À déterminer      | 45° 10′ 11″ nord, 1° 09′ 05″ est | Monument aux morts de Saint-Rabier                                                                             |
| On ne passe pas (d) (monument aux morts)                     | Copie d'après Louis Maubert                                                                       | Sainte-Alvère               | Sur la place des Chataigniers                                                  |                                                        | À déterminer      | à géolocaliser                   | On ne passe pas (d) (monument aux morts)                                                                       |
| Monument aux morts                                           | À déterminer                                                                                      | Sainte-Trie                 | Sur le parvis de l'église                                                      |                                                        | À déterminer      | 45° 18′ 02″ nord, 1° 11′ 58″ est | Monument aux morts de Sainte-Trie                                                                              |
| Monument aux morts de 1914-1918                              | Raoul Verlet                                                                                      | Sarlat-la-Canéda            | Square de la Petite-Rigaudie                                                   |                                                        | 1923              | à géolocaliser                   | Monument aux morts de 1914-1918« Monument aux morts de 1914-1918 à Sarlat-la-Canéda », sur À nos grands hommes |
| Monument aux morts de 1914-1918                              | A. Pugnet                                                                                         | Sarliac-sur-l'Isle          | Avenue de l'Isle et rue du Monument-aux-Morts                                  | Inscrit MH (2014)                                      | À déterminer      | 45° 14′ 18″ nord, 0° 52′ 29″ est | Monument aux morts de Sarliac-sur-l'Isle                                                                       |
| Poilu au repos (monument aux morts)                          | Copie d'après Étienne Camus                                                                       | Sarrazac                    | RD 79                                                                          |                                                        | 1922              | 45° 26′ 11″ nord, 1° 01′ 44″ est | Monument aux morts de Sarrazac                                                                                 |
| Monument aux morts                                           | À déterminer                                                                                      | Savignac-Lédrier            | Sur la place du 19-mars-1962                                                   |                                                        | À déterminer      | 45° 21′ 49″ nord, 1° 13′ 10″ est | Monument aux morts de Savignac-Lédrier                                                                         |
| La Résistance (monument aux morts)                           | Copie d'après Charles-Henri Pourquet                                                              | Savignac-les-Églises        | Sur la place du Souvenir                                                       | Érigé[Quand ?] à l'origine devant l'école de Savignac. | 2019              | 45° 16′ 20″ nord, 0° 54′ 42″ est | Monument aux morts de Savignac-les-Églises (La Résistance)                                                     |
| Monument aux morts                                           | À déterminer                                                                                      | Sigoulès-et-Flaugeac        | Au nord de l'église                                                            |                                                        | À déterminer      | 44° 45′ 32″ nord, 0° 24′ 39″ est | Monument aux morts de Sigoulès                                                                                 |
| Poilu au repos (monument aux morts)                          | Copie d'après Étienne Camus                                                                       | Siorac-de-Ribérac           | À déterminer                                                                   |                                                        | À déterminer      | à géolocaliser                   | Image manquante                                                                                                |
| Monument aux morts                                           | À déterminer                                                                                      | Siorac-en-Périgord          | Intersection de la rue des Cèdres et de la rue de la Gare                      |                                                        | À déterminer      | 44° 49′ 13″ nord, 0° 59′ 14″ est | Monument aux morts de Siorac-en-Périgord                                                                       |
| Monument aux morts                                           | À déterminer                                                                                      | Sireuil                     | Au chevet de l'église, entre la rue du Souvenir et la rue du Charron           |                                                        | À déterminer      | 44° 56′ 25″ nord, 1° 04′ 29″ est | Monument aux morts de Sireuil                                                                                  |
| Monument aux morts de 1870-1871                              | À déterminer                                                                                      | Terrasson-Lavilledieu       | À déterminer                                                                   |                                                        | À déterminer      | à géolocaliser                   | Image manquante                                                                                                |
| Monument aux morts de 1914-1918                              | Paul Graf et Jean-René Carrière                                                                   | Terrasson-Lavilledieu       | Sur la place de la Libération                                                  | Inscrit MH (2014)                                      | 1927              | 45° 07′ 45″ nord, 1° 18′ 16″ est | Monument aux morts de 1914-1918 de Terrasson-Lavilledieu                                                       |
| Monument aux morts                                           | À déterminer                                                                                      | Trélissac                   | Sur la place Napoléon-Magne                                                    |                                                        | À déterminer      | 45° 11′ 43″ nord, 0° 46′ 49″ est | Monument aux morts de Trélissac                                                                                |
| Monument aux morts                                           | À déterminer                                                                                      | Vanxains                    | Au nord de l'église                                                            |                                                        | À déterminer      | 45° 12′ 58″ nord, 0° 17′ 13″ est | Monument aux morts de Vanxains                                                                                 |
| Monument aux morts                                           | À déterminer                                                                                      | Vieux-Mareuil               | Au nord de l'église                                                            |                                                        | À déterminer      | 45° 25′ 48″ nord, 0° 29′ 58″ est | Monument aux morts de Vieux-Mareuil                                                                            |
| Le Poilu victorieux (monument aux morts)                     | Copie d'après Eugène Bénet                                                                        | Villamblard                 | Intersection de l'avenue Édouard-Dupuy et de la rue de l'École (RD 39)         |                                                        | À déterminer      | 45° 01′ 20″ nord, 0° 32′ 25″ est | Monument aux morts de Villamblard (Le Poilu victorieux)                                                        |
| Monument aux morts                                           | À déterminer                                                                                      | Villefranche-du-Périgord    | Sur la place du Foirail                                                        |                                                        | À déterminer      | 44° 37′ 46″ nord, 1° 04′ 48″ est | Monument aux morts de Villefranche-du-Périgord                                                                 |

### Fontaines
| Œuvre                        | Auteur                                | Commune                  | Localisation                                             | Notes                                          | Installation | Coordonnées                      | Illustration      |
| ---------------------------- | ------------------------------------- | ------------------------ | -------------------------------------------------------- | ---------------------------------------------- | ------------ | -------------------------------- | ----------------- |
| Fontaine                     | À déterminer                          | Bergerac                 | Sur la place Pélissière                                  |                                                | À déterminer | 44° 51′ 04″ nord, 0° 29′ 00″ est | Fontaine          |
| Fontaine                     | À déterminer                          | Bergerac                 | Sur la place du Palais                                   |                                                | À déterminer | 44° 51′ 10″ nord, 0° 29′ 11″ est | Fontaine          |
| Bassin-fontaine              | À déterminer                          | Bergerac                 | Dans le parc Jean-Jaurès                                 |                                                | À déterminer | 44° 51′ 11″ nord, 0° 29′ 25″ est | Image manquante   |
| Fontaine                     | À déterminer                          | Bergerac                 | À déterminer                                             |                                                | À déterminer | 44° 51′ 10″ nord, 0° 29′ 21″ est | Image manquante   |
| Fontaine Médicis,            | À déterminer                          | Brantôme                 | Dans l'ancien jardin de l'Abbé, 20 boulevard Charlemagne |                                                | À déterminer | 45° 21′ 49″ nord, 0° 38′ 47″ est | Fontaine Médicis  |
| Fontaine                     | À déterminer                          | Bussière-Badil           | Près de l'église Notre-Dame-de-la-Nativité               |                                                | À déterminer | 45° 39′ 09″ nord, 0° 36′ 16″ est | Fontaine          |
| Fontaine Bugeaud             | À déterminer                          | Excideuil                | Sur la place Bugeaud (anciennement place du Marché)      |                                                | 1834         | 45° 20′ 14″ nord, 1° 02′ 54″ est | Fontaine Bugeaud  |
| Fontaine                     | À déterminer                          | Génis                    | À déterminer                                             |                                                | À déterminer | 45° 19′ 32″ nord, 1° 09′ 49″ est | Fontaine          |
| Fontaine                     | À déterminer                          | Mareuil                  | Sur la place du Marché                                   |                                                | À déterminer | 45° 27′ 02″ nord, 0° 27′ 01″ est | Image manquante   |
| Fontaine                     | À déterminer                          | Nontron                  | Sur la place Alfred-Agard                                |                                                | À déterminer | 45° 31′ 45″ nord, 0° 39′ 44″ est | Fontaine          |
| Fontaine des quatre chemins, | À déterminer                          | Périgueux                | Place Pierre Lanxade Rond-point des Quatre-Chemins       |                                                | 1888         | 45° 11′ 08″ nord, 0° 42′ 46″ est | Image manquante   |
| Fontaine Plumancy            | Maura                                 | Périgueux                | Sur la place Plumancy                                    |                                                | 1890         | 45° 11′ 13″ nord, 0° 42′ 52″ est | Fontaine Plumancy |
| Fontaine                     | À déterminer                          | Périgueux                | Sur la place du Toulon                                   |                                                | À déterminer | 45° 11′ 49″ nord, 0° 42′ 12″ est | Fontaine          |
| La Source                    | Gérard Ramon                          | Périgueux                | Sur la place Saint-Louis                                 | Surnommée « La Grenouille » par les habitants. | 1980         | 45° 11′ 06″ nord, 0° 43′ 18″ est | La Source         |
| Fontaine Wallace             | Copie d'après Charles-Auguste Lebourg | Périgueux                | Sur la place Louis-Magne                                 |                                                | 1982         | 45° 11′ 07″ nord, 0° 42′ 55″ est | Fontaine Wallace  |
| Fontaine                     | À déterminer                          | Périgueux                | Dans le jardin du Thouin                                 |                                                | 1987         | 45° 11′ 00″ nord, 0° 43′ 20″ est | Fontaine          |
| Fontaine                     | À déterminer                          | Périgueux                | Sur la place du Président-Roosevelt                      |                                                | À déterminer | 45° 11′ 11″ nord, 0° 42′ 58″ est | Fontaine          |
| Bassin-fontaine              | À déterminer                          | Périgueux                | Dans le jardin des Arènes                                |                                                | À déterminer | 45° 10′ 58″ nord, 0° 42′ 49″ est | Bassin-fontaine   |
| Fontaines                    | À déterminer                          | Saint-Hilaire-d'Estissac | Près de l'église                                         |                                                | À déterminer | 45° 00′ 48″ nord, 0° 30′ 26″ est | Fontaines         |
| Fontaine                     | À déterminer                          | Saint-Pardoux-la-Rivière | Sur la place du Général-de-Gaulle                        |                                                | À déterminer | 45° 29′ 41″ nord, 0° 44′ 44″ est | Fontaine          |
| Fontaine                     | À déterminer                          | Terrasson-Lavilledieu    | Les jardins de la Vergne                                 |                                                | À déterminer | 45° 07′ 51″ nord, 1° 18′ 19″ est | Image manquante   |
| Fontaine                     | À déterminer                          | Villars                  | Sur le parvis de l'église Saint-Martial                  |                                                | À déterminer | 45° 25′ 12″ nord, 0° 45′ 13″ est | Fontaine          |

### Monuments pour une bataille ou un évènement
| Œuvre | Auteur | Commune | Localisation | Notes | Installation | Coordonnées | Illustration |
| ----- | ------ | ------- | ------------ | ----- | ------------ | ----------- | ------------ |

### Peintures murales
| Œuvre                          | Auteur        | Commune | Localisation                                         | Notes | Installation | Coordonnées                      | Illustration    |
| ------------------------------ | ------------- | ------- | ---------------------------------------------------- | ----- | ------------ | -------------------------------- | --------------- |
| Le château médiéval de Baneuil | Paule Adeline | Baneuil | Au lieu-dit « La Borie Haute », sur le château d'eau |       | À déterminer | 44° 50′ 57″ nord, 0° 40′ 40″ est | Image manquante |

### Œuvres disparues ou retirées
| Œuvre                                | Auteur                                | Commune          | Localisation                      | Notes | Installation | Coordonnées    | Illustration |
| ------------------------------------ | ------------------------------------- | ---------------- | --------------------------------- | --- | ------------ | -------------- | --- |
| Monument au colonel Paul de Chadois, | Léon Fagel                            | Bergerac         | Dans le square de la mairie       | Représentait Paul de Chadois. Fondu sous le régime de Vichy, dans le cadre de la mobilisation des métaux non ferreux. | 1904         | à géolocaliser | Image manquante |
| Buste du docteur Lucien Barraud      | Gabriel Forestier                     | Bergerac         | Dans le square de la mairie       | Fondu en 1941, dans le cadre de la mobilisation des métaux non ferreux. | 30 mai 1913  | à géolocaliser | Buste du docteur Lucien Barraud« Coq Robert, Monographie des places et des rues de Bergerac, Imprimerie Trillaud Bergerac 1970,page 8 » |
| Statue de Michel de Montaigne,       | François Lanno                        | Périgueux        | Sur la place Michel-de-Montaigne  | Représentait Michel de Montaigne. Fondue en 1942, dans le cadre de la mobilisation des métaux non ferreux. Une statue de remplacement réalisée par Gilbert Privat est érigée allées de Tourny en 1961.                                                          | 1840         | à géolocaliser | Image manquante |
| Jeune Bacchante,                     | Adolphe Rivet                         | Périgueux        | Dans le jardin des Arènes         | Fondue en 1942, dans le cadre de la mobilisation des métaux non ferreux. | 1888         | à géolocaliser | Jeune Bacchante« Jeune Bacchante à Périgueux », sur À nos grands hommes,« Jeune Bacchante à Périgueux », sur e-monumen                  |
| Le passant et la colombe,            | Gustave Victor Édouard Gaston-Guitton | Sarlat-la-Canéda | Dans le jardin public du Plantier | Érigée en 1861 au musée du Luxembourg à Paris. Retirée en 1886. Placée[Quand ?] à l'extérieur du Luxembourg, sur la terrasse côté jardin. Fondue sous le régime de Vichy, dans le cadre de la mobilisation des métaux non ferreux. Le piédestal est resté vide. | 1896         | à géolocaliser | Image manquante |